# Erwin Bowien
Erwin Johannes Bowien (Mülheim an der Ruhr, 1899. szeptember 3. – Weil am Rhein, 1972. december 3.) német festő és író.

## Életrajza
Egy kelet-poroszországi építőmérnök családjába született. Édesanyja szintén onnan származott, és egy olyan család leszármazottja volt, amely a 18. században költözött Kelet-Poroszországba. 
Bowien Berlin-Charlottenburgban járt iskolába, gimnáziumba, majd a svájci Neuchâtelben található „École professionelle” intézményben tanult. Az első világháború után a Müncheni Művészeti Akadémián, a Drezdai Művészeti Akadémián és a Berlini Művészeti Akadémián folytatta tanulmányait. Ezt követően négy évig autodidakta módon képezte magát, és művészettörténeti előadásokat tartott a solingeni népfőiskolán (Volkshochschule).

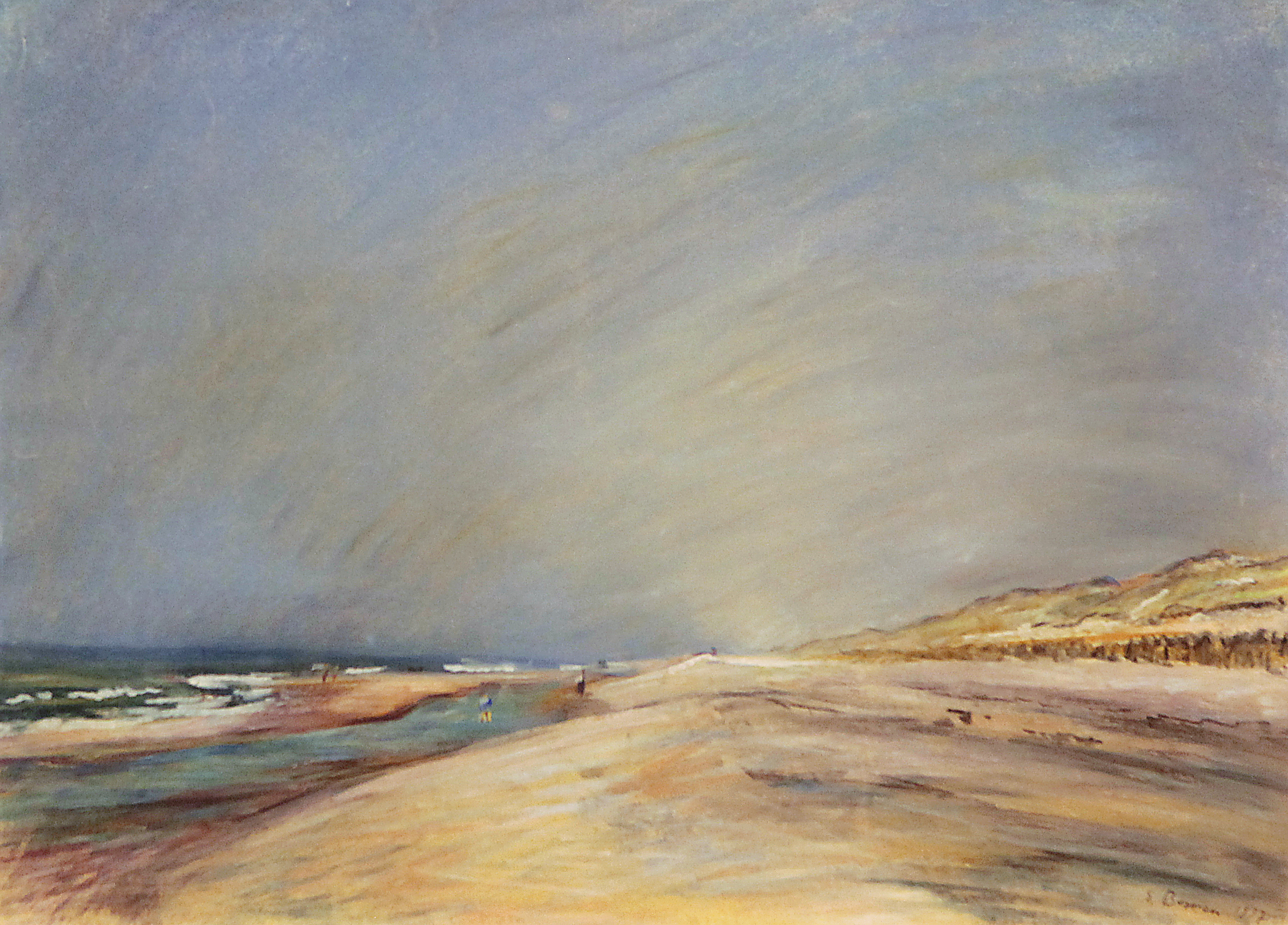
Műjegyzék 1141 – Holland partvidék, tengerpart Egmontban nyáron, 1937.

A náci hatalomátvétel után Bowien, aki ellenzője volt a pártnak, Hollandiába távozott. 1933 és 1942 között szabadúszó művészként élt Észak-Hollandia Egmond aan den Hoef településén, René Descartes filozófus egykori otthonában. Amikor 1938-ban megszületett Beatrix hercegnő, Bowiennek az az ötlete támadt, hogy megörökíti azokat a gyermekeket Egmond aan den Hoefban, akik szintén 1938-ban látták meg a napvilágot. A festményeket Egmond önkormányzata átadta a Királyi Udvar Levéltárának.
Bowien kiállításokat tartott munkáiból Hágában, Hoornban, Alkmaarban és Schoorlban. Festőként és pasztellrajzolóként vált ismertté, aki tájképeket, tengeri és dűnékről készült látképeket alkotott.
Hollandia német megszállása után letartóztatták, és három napig börtönben tartották. Németországból értesült arról, hogy kollégái hajlandóak őt elbújtatni. Mivel a második világháború miatt nem lehetett keretet vagy vásznat vásárolni, Bowien azzal az ötlettel állt elő, hogy megvásárolja a mindenütt kapható Führer-portrékat és hivatalos náci propagandaképeket, és átfestés után Augsburg látképeivel festi át őket. A képek jól fogytak, de elárulták a Gestapónak, amely 1943-ban a Birodalmi Kultúrkamara kezdeményezésére elkobozta a festményeit Augsburgban; Bowien több mint 30 festménye megsemmisült a háború alatt. Élt ezzel a lehetőséggel, és végül egy kis bajorországi faluban telepedett le, ahol a hatóságok elől rejtve maradt a háború végéig. A második világháború után többek között Norvégiába és Svájcba is ellátogatott. Műveit számos nagy német városban, valamint Koppenhágában és Párizsban is kiállították, alkotásai pedig több múzeumban is megtekinthetők.
1972. december 3-án hunyt el Weil am Rhein-i otthonában. 1976. október 20-án a solingeni Német Pengek Múzeumban (Deutschen Klingenmuseum) megalapították az Erwin Bowien e.V. Baráti Egyesületet.

## Fordítás
Ez a szócikk részben vagy egészben  az   Erwin Bowien című angol Wikipédia-szócikk ezen változatának fordításán alapul.  Az eredeti cikk szerkesztőit annak laptörténete sorolja fel. Ez a jelzés csupán a megfogalmazás eredetét és a szerzői jogokat jelzi, nem szolgál a cikkben szereplő információk forrásmegjelöléseként.